# Попов, Андрей Андреевич (Герой Советского Союза)
Андрей Андреевич Попов (4 октября 1914, Хоботец-Васильевское, Тамбовская губерния — 25 июня 1997, Хоботец-Васильевское, Тамбовская область) — советский военнослужащий. Участник Великой Отечественной и Советско-японской войн. Герой Советского Союза (1945). Старшина.

## Биография
Андрей Андреевич Попов родился 4 октября 1914 года в селе Хоботец-Васильевское Козловского уезда Тамбовской губернии Российской империи (ныне село Первомайского района Тамбовской области) в крестьянской семье Андрея Фёдоровича и Марии Фёдоровны Поповых. Русский. В 1924 году пошёл в Хоботец-Васильевскую среднюю школу. Однако полностью окончил лишь 1 класс. Зимой 1926 года по семейным обстоятельствам вынужден был прекратить дальнейшее обучение и начать работу в крестьянском хозяйстве отца. В начале 1930-х годов семья Поповых вступила в колхоз.
В сентябре 1935 года по решению колхозного правления направлен на курсы трактористов в село Старосеславино. С мая 1936 года работал трактористом Старокозьмодемьяновской машинно-тракторной станции. С 1938 года занимал должность помощника бригадира полеводческой бригады колхоза имени С. М. Кирова.
В ряды Рабоче-крестьянской Красной Армии призван Первомайским районным военкоматом Тамбовской области 23 июня 1941 года. Служил артиллеристом в 20-ю отдельную стрелковую бригаду (20 осбр) Западного фронта. Воинскую специальность заряжающего орудия ему пришлось осваивать в ходе боёв во время Смоленского сражения. 8 августа был ранен и отправлен в госпиталь. В свою часть вернулся в октябре. На Западном фронте участвовал в Битве за Москву. В декабре 20 осбр была переброшена на Северо-Западный фронт и в составе 3-й ударной армии заняла позиции на восточном берегу озера Селигер. В январе-феврале 1942 года участвовал в Торопецко-Холмской и Демянской наступательных операциях, затем в кровопролитных боях в районе Демянска и Старой Руссы.
Весной 1943 года 20 осбр была выведена в резерв Ставки Верховного Главнокомандования. В мае на базе 20 и 132 осбр была сформирована 159-я стрелковая дивизия. А. Попов, за это время окончивший курсы младших командиров и получивший звание сержанта, был назначен командиром орудия 597-го артиллерийского полка. 15 июля в составе 68-й армии 159 сд была направлена на Западный фронт. В августе-октябре принимал участие в Смоленской операции, а в октябре-ноябре — в Оршанской наступательной операции. В связи с расформированием 68-й армии 159 сд была включена в состав 5-й армии.
23 июня 1944 года началась операция «Багратион», в рамках которой 159 сд 5-й армии участвовала в Витебско-Оршанской, Минской, Вильнюсской и Каунасской операциях 3-го Белорусского фронта. Во время наступления орудие А. Попова находилось непосредственно в боевых порядках пехоты, оказывая огневую поддержку стрелковым подразделениям. 23 июня при прорыве вражеской обороны на реке Лучёсе в районе населённого пункта Мурашки Лиозненского района Витебской области расчёт с прямой наводки уничтожил 2 пулемётные точки противника и противотанковую пушку. 24 июля расчёт обеспечивал форсирование частями дивизии реки Лужа, а 26 июня вместе с пехотой и белорусскими партизанами вступил в посёлок Богушевск. Старший сержант А. Попов участвовал в боях по окружению крупной группировки немецко-фашистских войск в Вильне. В бою за плацдарм на западном берегу реки Неман при отражении вражеской контратаки расчёт рассеял и частично уничтожил до взвода немецкой пехоты и подавил одну пулемётную точку.
28 июля при прорыве вражеской обороны в районе древни Тауракеми (Тауракемё) 29 июля расчёт старшего сержанта Попова, находясь на открытой позиции под сильным огнём немецкой артиллерии, уничтожил 1 противотанковое орудие, 2 ручных и 1 станковый пулемёты. Умело маневрируя в глубине немецкой обороны, расчёт обеспечил выполнение боевых задач стрелковыми подразделениями, уничтожив 3 станковых и 2 ручных пулемёта и до 25 солдат и офицеров вермахта.
5 августа у деревни Жегле (Žėgliai) немцы бросили в бой против наступающей пехоты до 15 танков. Выкатив орудие на прямую наводку, старший сержант Попов уничтожил 3 из них, вынудив остальные отступить. 7 августа в районе населённого пункта Карнишки противник перешёл в контратаку силой до роты пехоты и 20 танков. Расчёт Попова вступил в бой и огнём с прямой наводки подбил 3 «Тигра» и один средний танк. 16 августа при отражении контратаки неприятеля в районе деревни Ашмонишки (Ашмонишкяй) расчёт уничтожил до 100 солдат и офицеров вермахта, 2 пулемёта, 2 автомашины и орудие полевой артиллерии. При выходе на литовско-германскую границу у населённого пункта Байорайце (Баёрайчяй) 17 августа огнём орудия было уничтожено 3 станковых пулемёта, подавлен огонь миномётной батареи и истреблено до 70 солдат и офицеров противника. За образцовое выполнение боевых заданий командования на фронте борьбы с немецкими захватчиками и проявленные при этом отвагу и геройство указом Президиума Верховного Совета СССР от 24 марта 1945 года старшему сержанту Попову Андрею Андреевичу было присвоено звание Героя Советского Союза.
До конца 1944 года подразделения 159 сд вели бои на границе Восточной Пруссии. В январе 1945 года войска 3-го Белорусского фронта перешли в наступление в ходе Восточно-Прусской операции. 5 февраля позиции 2-й батареи 597-го артиллерийского полка были атакованы превосходящими силами противника при поддержке танков и самоходных артиллерийских установок. В ходе боя орудие Попова огнём с прямой наводки уничтожило до взвода вражеской пехоты и повредило один немецкий танк. А. Попов был ранен, но не покинул поля боя, продолжая командовать орудием. Немецкие танки отступили, но в это время с другого фланга батарея была атакована вражескими самоходками. В результате прямого попадания снаряда орудие было разбито, а он сам тяжело контужен. В бессознательном состоянии его доставили в медсанбат, но уже через несколько дней он встал на ноги и догнал свою часть.
После взятия Кёнигсберга 5-я армия была выведена в резерв Ставки Верховного Главнокомандования. 27 апреля её подразделения начали погрузку в эшелоны для переброски на Дальний Восток. С 9 августа 1945 года армия участвовала в Советско-японской войне в составе 1-го Дальневосточного фронта. Расчёт Попова в ходе Харбино-Гиринской операции осуществлял поддержку стрелковых подразделений при прорыве Волынского узла сопротивления противника, форсировании рек Мулинхэ и Муданьцзян, в боях за города Мулин и Гирин.
Весной 1946 года старшина А. Попов был демобилизован. Вернувшись в родное село, работал в колхозе механизатором, помощником бригадира, мастером-наладчиком сельскохозяйственных машин.
Скончался 25 июня 1997 года после тяжёлой и продолжительной болезни. Похоронен на кладбище села Хоботец-Васильевское Тамбовской области Российской Федерации.

## Награды
- Медаль «Золотая Звезда» (24.03.1945);
- орден Ленина (24.03.1945);
- орден Отечественной войны 1-й степени (06.04.1985);
- орден Красной Звезды (02.10.1944);
- орден Славы 3-й степени (16.02.1945);
- медали, в том числе:
  - медаль «За отвагу» (02.08.1944);
  - медаль «За оборону Москвы» (27.09.1944);
  - медаль «За победу над Японией»;
  - медаль «За взятие Кёнигсберга».

## Память
- Именем Героя Советского Союза А. А. Попова названа улица в селе Хоботец-Васильевское Тамбовской области.
- Имя Героя Советского Союза А. А. Попова носит Хоботец-Васильевская основная общеобразовательная школа.

## Документы
- Общедоступный электронный банк документов «Подвиг Народа в Великой Отечественной войне 1941—1945 гг.» Дата обращения: 13 ноября 2012. Архивировано из оригинала 13 марта 2012 года.

Представление к званию Героя Советского Союза и указ ПВС СССР о присвоении звания. Дата обращения: 13 ноября 2012. Архивировано 8 января 2013 года.
Орден Отечественной войны 1-й степени (информация из карточки награждённого к 40-летию Победы). Дата обращения: 13 ноября 2012. Архивировано 8 января 2013 года.
Орден Ерасной Звезды (наградной лист и приказ о награждении). Дата обращения: 13 ноября 2012. Архивировано 8 января 2013 года.
Орден Славы 3-й степени (наградной лист и приказ о награждении). Дата обращения: 13 ноября 2012. Архивировано 8 января 2013 года.
Медаль «За отвагу» (приказ о награждении). Дата обращения: 13 ноября 2012. Архивировано 8 января 2013 года.